# حمض سلفونيك الميثان
حمض سلفونيك الميثان  هو مركب كيميائي يكون على شكل سائل عديم اللون صيغته الكيميائية CH3SO3H. وهو أبسط أحماض السلفونيك، وهو حمض استرطابي مركز يمكن اعتباره مركب وسيط بين حامض الكبريتيك (H2SO4)، وميثيل سلفونيل ميثان ((CH3) 2SO2)، حيث يحل محل مجموعة -OH مع مجموعة -CH3 في كل خطوة.
يعتبر مكون مهم لجسيمات الهباء في الغلاف الجوي، يتشكل في الغلاف الجوي عند تأكسد ثنائي ميثيل السولفيد، الذي تنتجه العوالق النباتية. جسيمات الهباء الجوي يمكن أن تعمل كنوى تكثيف تؤدي إلى تشكيل السحب، عبر تشكيل قطيرات الماء، وبالتالي تشكيل الغيوم والعواصف. ويعتقد أن زيادة انبعاثات ثنائي ميثيل السولفيد، وحمض سولفون الميثان اللاحق فوق المحيطات من زيادة في درجة حرارة مياه البحر قد تكون له ردود فعل سلبية على ظاهرة الاحتباس الحراري عن طريق زيادة تكوين السحب. على الرغم من أن الأثر الصافي من الغيوم على ارتفاع درجة حرارة الأرض غير واضح جدا في هذه المرحلة.